# 모리스 부르제모누리
모리스 장 마리 부르제모누리(프랑스어: Maurice Jean Marie Bourgès-Maunoury, 1914년 8월 19일~1993년 2월 10일)는 프랑스의 정치인으로, 1957년 6월부터 9월까지 총리를 역임하였다.